# Nicolás Filiberti
Nicolás Filiberti (Buenos Aires, Argentina; 4 de noviembre de 1978) es un piloto de automovilismo argentino. Desarrolló una amplia carrera deportiva en Europa, llegando a participar en la antigua Fórmula 3000 Internacional. Participó también en Fórmula 3 Sudamericana y en Fórmula Nissan 2000 Europea. En su país, compitió en el TC 2000 y en el Top Race, donde se convirtió en el primer piloto en ganar en las dos divisionales de esta última categoría: TRV6 y Junior. Tras su paso por el Top Race Series, donde corrió a bordo de un Chevrolet Vectra II del equipo GT Racing que comanda Gustavo Tadei, recibió una oferta para competir nuevamente en Europa, en la categoría Porsche Supercup, yendo a competir en esta categoría, y reiniciando su carrera internacional.

## Biografía
Nacido en Buenos Aires, el 4 de noviembre de 1977, Filiberti se inició en los karts en los años 1992 y 1993, para luego debutar en el automovilismo nacional, en la Fórmula Honda 1600, categoría que fuera tomada como escuela por pilotos nacionales de la talla de Norberto Fontana, Esteban Tuero y Emiliano Spataro, entre otros. Debutó en 1994, formando parte de la primera camada de pilotos de esta categoría, donde obtuvo un importante desempeño alzándose con 4 podios. Al año siguiente, ascendería a la Fórmula 3 Sudamericana, categoría en la cual compitió hasta el año 1997 y de la cual sería subcampeón de la clase B en 1995. En 1998, consigue emigrar a Europa, donde compite en la Euro Open by Nissan, obteniendo buenos resultados. Ese año también volvería a su país para competir en una carrera de la Copa de las Naciones, con un Opel Vectra. En 1999, corrió en la Fórmula 3000 Italiana, sin resultados relevantes, para luego competir en el año 2000 en la Copa Mundial de Sport Prototipo, al comando de un Ferrari 333 SP y obteniendo resultados que lo ubicaron en el cuarto puesto de la tabla final.
El salto de calidad lo dio en el año 2001, cuando compitió en la Fórmula 3000 Internacional. Ese año, volvería a la Fórmula Nissan y se desempeñaría en el Campeonato Europeo de Turismos con un BMW 325. En 2002, asciende a la Fórmula Nissan V6 de Europa, obteniendo resultados discretos.
Finalmente en 2004, comenzaría a transitar su carrera a nivel local, debutando en el TC 2000 a bordo de un Renault Mégane semioficial. Al año siguiente, sería convocado para competir en el Top Race V6, categoría en la que arrancó representando al Racing Club de Avellaneda, y en la que competiría con cuatro modelos de automóviles: Peugeot 406 (2005), Chevrolet Vectra (2006), Citroën C5 (2007) y Ford Mondeo (2008). Después de su incursión en 2008, las dificultades económicas amenazaron con acabar su carrera, hasta que en 2010 consiguió regresar a la categoría compitiendo en las últimas fechas de la Copa América 2010 de Top Race Series (exJunior), a bordo de un Alfa Romeo 156 del equipo GT Racing. En el semestre siguiente, compitió en esta categoría, cerrando 2010 con una victoria y el tercer puesto en el Torneo Clausura 2010 de Top Race, lo cual lo convirtió en uno de los pocos pilotos en ganar en el TRV6 y en el TR Junior.
El año 2011, lo había iniciado compitiendo en el TR Series a bordo de su Vectra, sin embargo recibió una propuesta para relanzar su carrera internacional en la categoría Europea Porsche Súper Cup, donde se presentó a correr con un Porsche 911 Carrera, cerrando de esta forma su paso por el Top Race.

## Resumen de carrera
- 1992: Campeonatos Argentino y Metropolitano de Karting cat. 100 Junior. Subcampeón Argentino
- 1993: Campeonatos Argentino y Metropolitano de Karting cat. 100 Junior.

Campeonato Mundial Bélgica
Campeonato Panamericano Córdoba
- 1994: Formula Honda 1600 Argentina. 4 Podios
- 1995: Fórmula 3 Sudamericana Clase B, Dallara-Fiat. Subcampeón, 5 Victorias
- 1996: Fórmula 3 Sudamericana Clase A, Dallara-Opel. 3 podios 1 victoria

Prueba Fórmula 3 Italiana RC MotorSport equipo campeón
- 1997: Fórmula 3 Sudamericana Clase A, Equipo Oficial YPF Mitsubishi, Dallara-Mitsubishi. 3 Podios
- 1998: Formula Nissan 2000 Europea, Dallara-Nissan. 3 Podios, 1 Victoria en Barcelona.

Copa de las Naciones, Opel Vectra. 1 Carrera.
- 1999: Formula 3000 Italiana, Lola 96-Zytec
- 2000: Sport Racing World Cup, Ferrari 333 SP. 4.º en el campeonato. 4 Podios
- 2001: FIA Formula 3000 Internacional. Equipo Prost Junior, Lola 99-Zytec
- 2001: Formula Nissan 2000 Europea, Dallara-Nissan.

European Touring Car Championship, BMW 325 Clase 1. Spa-Franchorchamps, Bélgica, 3.er. puesto
- 2002: Formula Super Nissan V6, Dallara-Nissan. 4.º puesto en Jarama, España.
- 2003: Debut en TC 2000, Honda Civic.
- 2004: TC 2000, Renault Megane.
- 2005: Top Race V6. Equipo ORO Racing Club, Peugeot 406.
- 2006: Top Race V6. Equipo ORO Racing Club, Chevrolet Vectra.
- 2007: Top Race V6, Citroën C5.
- 2008: Top Race V6, Ford Mondeo, preinscrito en TC 2000 con Renault Megane I.
- 2010: Top Race Junior: Copa América 2010, Alfa Romeo 156

Torneo Clausura 2010 de Top Race Series (ex-Junior). Equipo GT Racing, Chevrolet Vectra

## Resultados

### Fórmula 3000 Internacional
(Clave) (negrita indica pole position) (cursiva indica vuelta rápida)

| Año      | Escudería               | 1      | 2      | 3      | 4      | 5   | 6   | 7   | 8       | 9   | 10  | 11  | 12  | Pos. | Puntos |
| -------- | ----------------------- | ------ | ------ | ------ | ------ | --- | --- | --- | ------- | --- | --- | --- | --- | ---- | ------ |
| 1999     | Durango                 | IMO    | MON    | CAT    | MAG    | SIL | A1R | HOC | HUN DNQ | SPA | NÜR |     |     | NC   | 0      |
| 2001     | F3000 Prost Junior Team | INT 20 | IMO 17 | CAT 14 | A1R 10 | MON | NÜR | MAG | SIL     | HOC | HUN | SPA | MNZ | 27.º | 0      |
| Fuentes: |                         |        |        |        |        |     |     |     |         |     |     |     |     |      |        |

### Turismo Competición 2000
| Año  | Equipo               | Auto             | 1    | 2   | 3   | 4   | 5   | 6   | 7   | 8   | 9   | 10  | 11 | 12    | 13  | 14  | Res. | Puntos |
| ---- | -------------------- | ---------------- | ---- | --- | --- | --- | --- | --- | --- | --- | --- | --- | -- | ----- | --- | --- | ---- | ------ |
| 2003 |                      |                  | SL I | GR  | TRE | SJU | BB  | OBE | RC  | SAL | RES | SR  | BA | SL II | AG  | MDP | -    | 0      |
| 2003 | Saúl Lui Competición | Honda Civic VI   | Ret  | 12  | 14  |     |     |     |     |     |     |     |    |       |     |     | -    | 0      |
| 2003 | Pro Rally TC 2000    | Honda Civic VI   |      |     |     |     |     | 11  | Ret |     |     |     |    |       |     |     | -    | 0      |
| 2004 |                      |                  | GR   | VIE | SJU | PAR | SL  | OBE | AG  | CON | RC  | SRA | BB | BA    | RAF | MDP | -    | 0      |
| 2004 | Belloso Competición  | Renault Mégane I |      | NL  | 14† | NL  | Ret | Ret |     |     |     |     |    |       |     |     | -    | 0      |

### Porsche Supercup
(Clave) (negrita indica pole position) (cursiva indica vuelta rápida)

| Año     | Escudería                | 1      | 2      | 3      | 4   | 5   | 6   | 7   | 8   | 9   | 10  | 11  | Pos. | Puntos |
| ------- | ------------------------ | ------ | ------ | ------ | --- | --- | --- | --- | --- | --- | --- | --- | ---- | ------ |
| 2011    | Sanitec Aquiles MRS Team | IST 13 | CAT 15 | MON 18 | NNS | SIL | NÜR | HUN | SPA | MNZ | YMC | YMC | 19.º | 5      |
| Fuente: |                          |        |        |        |     |     |     |     |     |     |     |     |      |        |

## Trayectoria en Top Race
| Temporada            | Categoría       | Vehículo            | Equipo          | Posición final   |
| -------------------- | --------------- | ------------------- | --------------- | ---------------- |
| 2005                 | Top Race V6     | Peugeot 406         | ORO Racing Club | 25º (21 puntos)  |
| 2006                 | Top Race V6     | Chevrolet Vectra II | ORO Racing Club | 25º (29 puntos)  |
| 2007                 | Top Race V6     | Citroën C5 I        | ORO Racing      | 19º (48 puntos)  |
| 2008                 | Top Race V6     | Ford Mondeo II      | AS Racing       | 30.º (19 puntos) |
| Copa América 2010    | Top Race Junior | Alfa Romeo 156      | GT Racing       | 20º (9 puntos)   |
| Torneo Clausura 2010 | Top Race Series | Chevrolet Vectra II | GT Racing       | 3º (72 puntos)   |
| 2011                 | Top Race Series | Chevrolet Vectra II | GT Racing       | Retirado         |

## Palmarés
| Título     | Especialidad                     | Marca        | Año  |
| ---------- | -------------------------------- | ------------ | ---- |
| Subcampeón | Fórmula 3 Sudamericana (Clase B) | Dallara-Fiat | 1995 |